# Осада Корфу (1798—1799)
Осада Корфу — военная операция русско-турецкого флота против укрепившихся на острове французских войск в ходе Средиземноморского похода черноморской эскадры под командованием адмирала Ф. Ф. Ушакова.

## Предыстория
Одной из основных задач, поставленных перед объединённой русско-турецкой эскадрой Ушакова в Средиземном море, было освобождение от французов стратегически важных Ионических островов. С 1 октября по 1 ноября 1798 года французские гарнизоны, потеряв 1500 убитыми, ранеными и взятыми в плен, были выбиты с островов Цериго, Занте, Кефалония и Санта-Мавра. Оставалось освободить самый большой и хорошо укреплённый остров архипелага — Корфу.

## Укрепления острова и силы гарнизона
Город Корфу располагался на восточном побережье в центральной части острова между двумя крепостями:
- «Старой крепостью» («морской», «венецианской» или Палео Фрурио), расположенной на восточной оконечности города, отрезанной от города искусственным рвом, созданным в естественном стоке, с морской водой внизу.
- «Новой крепостью» («береговой» или Нео Фрурио) — на северо-западе от города, состоявшей из трёх отдельных укреплений, соединённых подземными переходами, чрезвычайно укреплённой и переоборудованной французами.

От новой крепости к старой по самому берегу тянулась высокая стена. Сам по себе город со стороны моря был прикрыт старой крепостью, со стороны суши — земляным валом с бастионами (форты Сан-Сальвадоре и Сан-Авраам, редут Сан-Роно (Сан-Роко)). С моря город прикрывал хорошо укреплённый остров Видо. Кроме того, в двух милях от берега располагался остров Лазаретто, который также укреплялся французами.
На Корфу французы имели следующие силы: 3 000 солдат, 650 орудий + 500 солдат и 5 артиллерийских батарей на острове Видо. В гавани находилась французская эскадра в составе 2 линейных кораблей (74-пушечного «Женере» («Женерозе») и 54-пушечного «Леандра»), 1 фрегата (32-пушечного фрегата «Ла-Брюн»), бомбардирского корабля «Ля Фример», брига и четырёх вспомогательных судов.
Командовал гарнизоном губернатор островов генерал Шабо и генеральный комиссар Дюбуа.

## Осада острова
24 октября 1798 года русско-турецкая эскадра в составе 3 линейных кораблей, 3 фрегатов и ряда малых кораблей начала блокаду Корфу. 31 октября к эскадре присоединились линейный корабль «Святая Троица», 2 турецких фрегата и 1 турецкий корвет, а 9 ноября к Корфу подошли основные силы объединённого русско-турецкого флота под командованием вице-адмирала Ф. Ф. Ушакова. Вскоре к ним присоединился отряд кораблей капитана 1 ранга Д. Н. Сенявина (3 линейных корабля и 3 фрегата).
Учитывая мощные укрепления острова и недостаток сил для десанта, было принято решение подвергнуть Корфу блокаде, дожидаясь подкрепления десантных сил от турок. В первый же день французы оставили свои укрепления на Лазаретто, который тут же был занят русскими и на нём была сооружена батарея.
13 ноября русские высадили на побережье Корфу небольшой десант, который, не встречая противодействия, занял небольшой городок Гуино в пяти верстах от крепости. Было выбрано место для батареи напротив форта Сан-Авраам, которая уже 16 ноября начала артиллерийский обстрел крепости.
18 ноября была установлена вторая батарея у церкви Св. Пантелеймона, откуда хорошо просматривались внешние укрепления и старая крепость. Однако через несколько дней французы организовали вылазку и захватили её, взяв в плен несколько человек. 27 ноября из бухты неудачно попытался прорваться линейный корабль «Женере».
В декабре к эскадре присоединились отряды кораблей контр-адмирала П. В. Пустошкина (74-пушечные линейные корабли «Св. Михаил» и «Симеон и Анна») и капитана 2 ранга А. А. Сорокина (фрегаты «Святой Михаил» и «Казанская Богоматерь»). Таким образом союзная эскадра насчитывала 12 линейных кораблей, 11 фрегатов и множество мелких судов.
В ночь на 26 января «Женере» (покрасив паруса в чёрный цвет) вместе с бригом предпринял ещё одну попытку прорваться из бухты, на этот раз удачную.
Продолжалось возведение береговых батарей — была восстановлена батарея на мысе Св. Пантелеймона. Ещё одна батарея возведена неподалёку от старой крепости. Кроме того, оборудовали батарею напротив форта Сан-Сальвадоре — наиболее мощного из внешних укреплений.
10 февраля на Корфу прибыли обещанные турецкие войска (около 4250 человек). Кроме того, на кораблях русской эскадры насчитывалось около 1700 морских гренадеров Черноморских и Балтийских морских батальонов. Было принято решение использовать во время штурма часть команд кораблей, которые проходили для этого соответствующую подготовку. Около 2000 солдат было получено от греков-повстанцев на острове.

## Штурм 18—20 февраля 1799 года
На военном совете 17 февраля, состоявшимся на флагманском корабле «Святой Павел», был разработан план операции. Было принято решение силами корабельной артиллерии подавить береговые батареи и высадить десант на остров Видо — ключ к обороне Корфу.
Штурм Корфу начался в 7 часов утра 18 февраля 1799 года. Фрегаты «Казанская Богородица» и «Херим-Капитана» подошли на расстояние картечного выстрела и начали обстрел вражеской батареи № 1 на северо-западной оконечности острова. Линейный корабль «Мария Магдалина первая» и фрегат «Николай» начали обстрел батареи № 2. Остальные корабли (линейные корабли «Святой Павел» (капитан 1 ранга Е. П. Сарандаки), «Святой Пётр», «Захарий и Елисавета», «Богоявление Господне», «Симеон и Анна» (капитан 2 ранга К. С. Леонтович), фрегаты «Григорий Великия Армении» (капитан И. А. Шостак), «Святой Николай», «Навархия», шхуна, посыльное судно, а также два турецких корабля, пять фрегатов, корвет и канонерская лодка) начали обстрел остальных батарей острова. В результате четырёхчасового обстрела были подавлены все пять береговых батарей острова. Поддержку острову попытались оказать линейный корабль «Леандр» и фрегат «Ла-Брюн», но, получив повреждения, были вынуждены отойти под защиту батарей Корфу. В 11 часов на Видо с двух сторон был высажен десант в количестве 2160 человек. К 14.00 после двухчасового боя остров был взят. Из 800 человек, оборонявших остров, 200 человек было убито, в плен было взято 402 солдата, 20 офицеров и комендант острова бригадный генерал Пиврон. Около 150 человек удалось переплыть на Корфу. Русские потери составили 31 человек убитыми и 100 ранеными. Турки и албанцы потеряли 180 человек убитыми и ранеными.
После падения Видо ключ к Корфу был в руках Ушакова. Расположившиеся на захваченном острове русские батареи открыли огонь по укреплениям Новой и Старой крепостей. Их поддержали батареи у деревни Мандуккио и с холма Святого Пантелеймона, линейный корабль «Святая Троица», 46-пушечный фрегат «Сошествие Святого Духа» (капитан К. Константинов), акат «Святая Ирина», шебека «Макарий» и турецкий корабль, стоявший у южной части старой цитадели. На штурм бастиона Св. Рока пошли албанцы, но были отбиты. Повторный штурм русско-турецких сил заставил французов, заклепав пушки и взорвав пороховые погреба, отступить к укреплению Св. Сальвадора. Но русские ворвались в бастион на плечах отступавших и через полчаса ожесточённой рукопашной схватки также овладели им. Через некоторое время последний передовой форпост Новой крепости — укрепление Св. Авраама пал под натиском штурмующих.
На 19 февраля был назначен штурм старой и новой крепостей, но утром французы прислали парламентёров для обсуждения капитуляции. После переговоров 20 февраля 1799 года была принята почётная капитуляция. Согласно её условиям французам разрешалось покинуть остров с обещанием не участвовать в боевых действиях в течение 18 месяцев.
О том, насколько бой был жарким, свидетельствуют такие факты, что с флагманского корабля Ушакова «Святой Павел» было выпущено 1185 бомб, ядер и картечей. На флагмане был разбит грот-марса-рей, изорван грот-марсель, в парусах оказалось девять, а в борту две пробоины, значительно пострадали снасти.

## Итоги
В плен сдались 2931 человек (в том числе 4 генерала). Военными трофеями победителей стали: 114 мортир, 21 гаубица, 500 пушек, 5500 ружей, 37 394 бомбы, 137 тысяч ядер и т. д. В порту Корфу были захвачены линейный корабль «Леандр», фрегат «Брюне», бомбардирское судно, 2 галеры, 4 полугалеры, 3 купеческих судна и несколько других кораблей. Потери союзников составили около 298 человек убитыми и ранеными, из которых 130 русских и 168 турок и албанцев.
За этот штурм Павел I произвёл Ушакова в адмиралы и наградил бриллиантовыми знаками ордена святого Александра Невского, неаполитанский король — орденом святого Януария 1-й степени, султан — челенком, высшей наградой Турции.
Взятие Корфу завершило освобождение Ионических островов из-под власти французов, что имело большое военно-политическое значение. На освобождённых островах под временным протекторатом России и Турции была создана Республика Семи Островов, в течение нескольких лет служившая опорной базой для русской средиземноморской эскадры.
Получив известие о взятии Корфу, А.В. Суворов писал:

Ура! Русскому флоту!.. Я теперь говорю самому себе: Зачем не был я при Корфу, хотя бы мичманом!

После успешной осады острова был сформирован греческий легион добровольцев.

## В кинематографе
- Средиземноморскому походу Ф. Ф. Ушакова и осаде Корфу посвящён художественный фильм «Корабли штурмуют бастионы» (СССР, 1953, режиссёр — Михаил Ромм). В роли Ф. Ф. Ушакова — Иван Переверзев.